# Новые Вирки
Новые Вирки (укр. Нові Вирки) — село,
Нововирковский сельский совет,
Белопольский район,
Сумская область,
Украина.
Код КОАТУУ — 5920686001. Население по переписи 2001 года составляло 439 человек.
Является административным центром Нововирковского сельского совета, в который, кроме того, входят сёла
Бабаковка и
Старые Вирки.

## Географическое положение
Село Новые Вирки находится на левом берегу реки Вирь в месте впадения её в реку Сейм,
выше по течению примыкает село Старые Вирки,
ниже по течению на расстоянии в 2,5 км расположено село Пески (Бурынский район),
на противоположном берегу — село Мануховка (Путивльский район).
Река в этом месте извилистая, образует лиманы, старицы и заболоченные озёра.
Рядом проходит автомобильная дорога Т-1908.

## История
- Поблизости села Новые Вирки обнаружено славянское поселение VII—VIII вв.
- Село основано в 30-х годах XVII века.

## Объекты социальной сферы
- Школа.

## Достопримечательности
- Среднесеймский заказник — в водах реки водится выхухоль.

## Известные жители и уроженцы
- Пармузина, Агрипина Антоновна (1883—1974) — Герой Социалистического Труда.